# Ilyasah Shabazz
Ilyasah Shabazz (Queens, Nueva York, 22 de julio de 1962) es una escritora, activista y conferencista estadounidense, hija de Malcolm X y Betty Shabazz.

## Primeros años y estudios
Shabazz nació en Queens, Nueva York, el 22 de julio de 1962. Fue bautizada en honor a Elijah Muhammad, líder de la Nación del Islam, el grupo religioso y nacionalista al que pertenecían sus padres. En febrero de 1965, cuando tenía dos años, Shabazz estuvo presente, con su madre y sus hermanas, en el asesinato de su padre. Ella asegura que no conserva ningún recuerdo de los hechos.
Shabazz tuvo una educación apolítica en un barrio racialmente integrado de Mount Vernon, Nueva York. Su familia nunca participó en manifestaciones o asistió a mítines. Junto con sus hermanas, se unió a Jack y Jill, un club social para hijos de afroamericanos acomodados. Consideró una carrera como actriz, aunque su madre no la apoyó en esta idea. Más tarde se inscribió en la Escuela Hackley y asistió a la Universidad Estatal de Nueva York en New Paltz. Más tarde obtuvo una maestría en Educación y Desarrollo de Recursos Humanos de la Universidad de Fordham.

## Carrera
Shabazz trabajó para la administración municipal de Mount Vernon durante más de 12 años, desempeñándose en diferentes momentos como Directora de Relaciones Públicas, Directora de Asuntos Públicos y Eventos Especiales y Directora de Asuntos Culturales.
En 2002 escribió Growing Up X, un libro con memorias de su infancia y opiniones personales sobre su padre. Fue nominada para un premio de la NAACP en la categoría de obra literaria destacada de no ficción. Fiel seguidora del Islam, hizo la peregrinación a La Meca o hajj en 2006, como su padre lo había hecho en 1964 y su madre en 1965.
En 2014 escribió Malcolm Little: The Boy Who Grew Up to Become Malcolm X, un libro infantil sobre los primeros años de la vida de su padre. Un año después escribió una nueva novela sobre su padre, titulada X. El libro estuvo entre los diez finalistas considerados para el Premio Nacional del Libro en la categoría de Literatura Juvenil y ganó un premio de la NAACP en la categoría de obra literaria destacada de temática juvenil. Su novela sobre la infancia de su madre, Betty Before X, fue publicada en enero de 2018.